# Un homme, une ville (film)
Pour les articles homonymes, voir Un homme, une ville.
Pour plus de détails, voir Fiche technique et Distribution.
Un homme, une ville (Un uomo, una città) est un poliziottesco italien réalisé par Romolo Guerrieri et sorti en 1974.

## Fiche technique
- Titre original : Un uomo, una città
- Titre français : Un homme, une ville[1],[2]
- Réalisation : Romolo Guerrieri
- Scénario : Nico Ducci et Mino Roli d'après le livre de Riccardo Marcato et Pietro Novelli
- Photographie : Aldo Giordani
- Musique : Carlo Rustichelli
- Pays d'origine :  Italie
- Genre : Policier, drame

- Format : couleur  (Eastmancolor)  - 35mm - 1,85:1 - son mono
- Durée : 115 minutes
- Dates de sortie : 
  - Italie : 25 octobre 1974

- - France : ?

## Distribution
- Enrico Maria Salerno : l'inspecteur Michele Parrino
- Françoise Fabian : Cristina Cournier
- Luciano Salce : Paolo Ferrero
- Ilona Staller